# Massimo De Rita
Massimo De Rita, né le 11 août 1934 et mort le 13 mai 2013 à Rome, est un scénariste italien.

## Biographie
Après avoir fréquenté le Centro sperimentale di cinematografia, il commence à travailler avec Fellini en tant qu'assistant de production. À la fin des années 1950, il est producteur de films très novateurs tels que Le Masque du démon, mais choisit rapidement de poursuivre une carrière de scénariste.
Il a travaillé sur diverses œuvres audiovisuelles, des poliziotteschi aux fictions télévisées biographiques et religieuses des années 2000, en passant par les westerns spaghettis et les films de Giuseppe Tornatore.
Il a reçu le Ruban d'argent du meilleur scénario pour Bandits à Milan en 1968.

## Filmographie
- 1964 : Rome contre Rome (Roma contro Roma) de Giuseppe Vari
- 1968 : Rome comme Chicago (Roma come Chicago) d'Alberto De Martino
- 1968 : Bandits à Milan (Banditi a Milano) de Carlo Lizzani
- 1969 : Barbagia (it) de Carlo Lizzani
- 1969 : Una breve stagione de Renato Castellani
- 1969 : Pas de pitié pour les héros (L'urlo dei giganti) de León Klimovsky
- 1970 : Compañeros (Vamos a matar, compañeros) de Sergio Corbucci
- 1970 : La Cité de la violence (Città violenta) de Sergio Sollima
- 1971 : L'uomo dagli occhi di ghiaccio d'Alberto De Martino
- 1971 : Et viva la révolution ! (¡Viva la muerte... tua!) de Duccio Tessari
- 1971 : Nous sommes tous en liberté provisoire (L'istruttoria è chiusa dimentichi) de Damiano Damiani
- 1972 : Cosa Nostra (The Valachi Papers) de Terence Young
- 1973 : Chino (Valdez, il mezzosangue) de Duilio Coletti et John Sturges
- 1973 : Les Amazones (Le guerriere dal seno nudo) de Terence Young
- 1973 : La Poursuite implacable (Revolver) de Sergio Sollima
- 1973 : La Police au service du citoyen (La polizia è al servizio del cittadino?) de Romolo Guerrieri
- 1973 : Les Grands Patrons (Bisturi, la mafia bianca) de Luigi Zampa
- 1974 : Jo le fou (Crazy Joe) de Carlo Lizzani
- 1974 : Un citoyen se rebelle (Il cittadino si ribella) d'Enzo G. Castellari
- 1975 : Profession garde du corps (Vai gorilla) de Tonino Valerii
- 1975 : Ordre de tuer (El clan de los inmorales) de José Gutiérrez Maesso (es)
- 1976 : Bluff (Bluff - Storia di truffe e di imbroglioni) de Sergio Corbucci
- 1976 : Big Racket (Il grande racket) d'Enzo G. Castellari
- 1977 : Corleone de Pasquale Squitieri
- 1977 : Action immédiate (La via della droga) d'Enzo G. Castellari
- 1978 : Eutanasia di un amore d'Enrico Maria Salerno
- 1978 : Le Pot de vin (La mazzetta) de Sergio Corbucci
- 1980 : La Mort au bout de la route (Speed Driver) de Stelvio Massi
- 1980 : L'Homme puma (L'uomo puma) d'Alberto De Martino
- 1980 : L'avvertimento de Damiano Damiani
- 1981 : Un centesimo di secondo de Duccio Tessari
- 1981 : L'Enfer en quatrième vitesse (Car Crash) d'Antonio Margheriti
- 1982 : Marche au pas ! (Porca vacca) de Pasquale Festa Campanile
- 1982 : Liens de sang (Extrasensorial) d'Alberto De Martino
- 1984 : La Mafia (La piovra) (feuilleton télé) de Damiano Damiani
- 1984 : Blastfighter de Lamberto Bava
- 1985 : Le Maître de la camorra (Il camorrista) de Giuseppe Tornatore
- 1988 : Guerra di spie (feuilleton télé) de Duccio Tessari
- 1990 : Le Masque de Satan (La maschera del demonio) de Lamberto Bava
- 1990 : Ils vont tous bien ! (Stanno tutti bene) de Giuseppe Tornatore
- 2006 : L'Inconnue (La sconosciuta) de Giuseppe Tornatore
- 2009 : Everybody's Fine de Kirk Jones